# Delosperma ashtonii
Delosperma ashtonii es una especie de planta suculenta perteneciente a la familia de las aizoáceas. Es nativa de Sudáfrica.

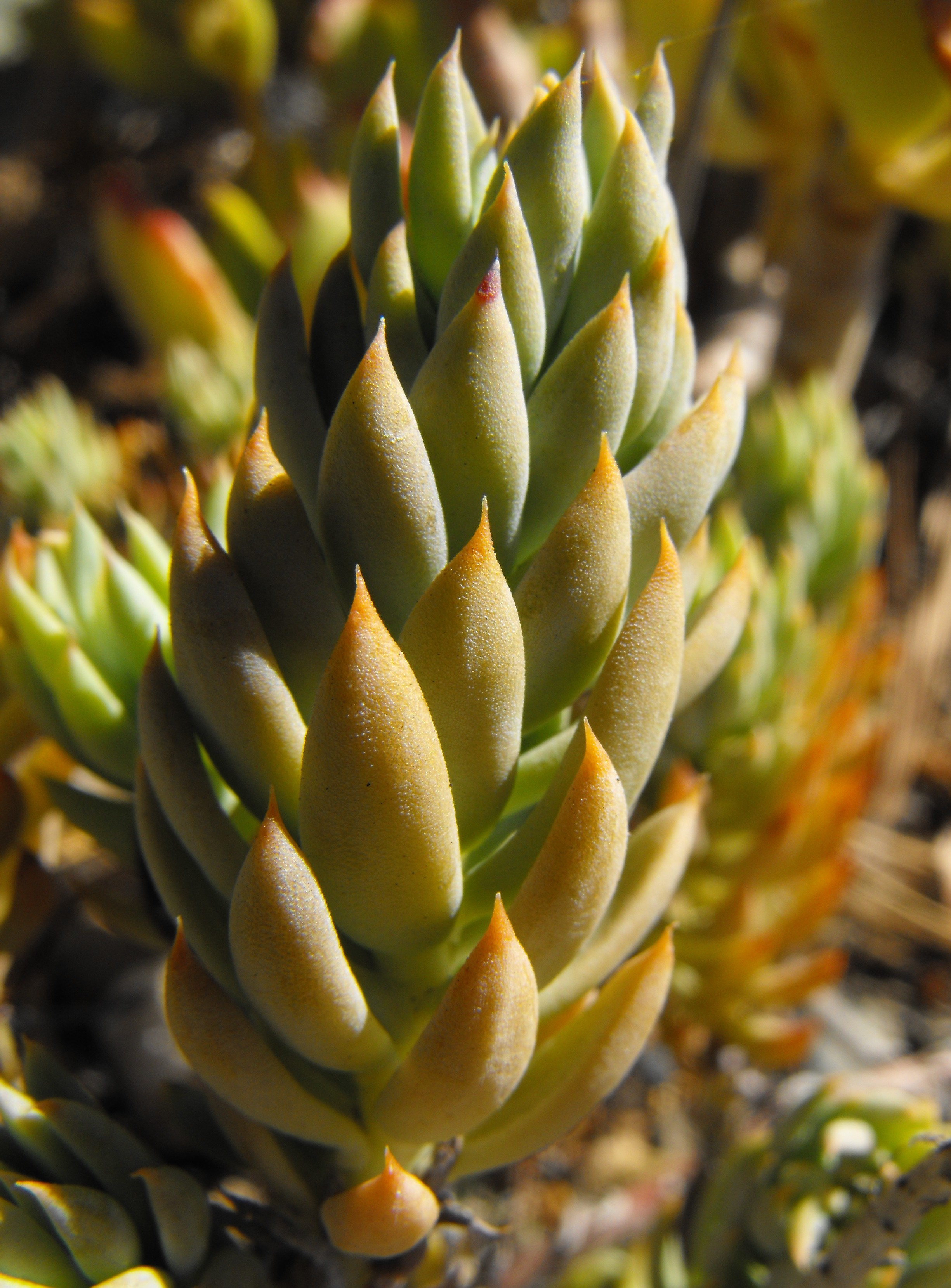
Detalle de la planta

## Descripción
Es un arbusto enano de planta suculenta perennifolia que alcanza un tamaño de 8 cm de altura, con caudex tuberoso y hojas velludas a una altitud de 1600 - 3400 metros en Sudáfrica y Lesoto.

## Taxonomía
Delosperma ashtonii fue descrita por Harriet Margaret Louisa Bolus y publicado en Gard. Chron. 1922, Ser. III. lxxi. 231.
Etimología
Delosperma: nombre genérico que deriva de las palabras griegas: delos = "abierto" y sperma = "semilla"  donde hace referencia al hecho de que las semillas son visibles en las cápsulas abiertas.
ashtonii: epíteto